# Баренту
Баренту (тигр. ባረንቱ) — місто в Еритреї, столиця та найбільше місто зоби (провінції) Гаш-Барка. Утворює окремий міський район.
У місті переважно проживають представники нілотського народу Кунама та народу Нара.

## Клімат
Місто знаходиться у зоні, котра характеризується кліматом тропічних пустель. Найтепліший місяць — травень із середньою температурою 28.2 °C (82.8 °F). Найхолодніший місяць — січень, із середньою температурою 21.8 °С (71.2 °F).
| Клімат Баренту          | Клімат Баренту | Клімат Баренту | Клімат Баренту | Клімат Баренту | Клімат Баренту | Клімат Баренту | Клімат Баренту | Клімат Баренту | Клімат Баренту | Клімат Баренту | Клімат Баренту | Клімат Баренту | Клімат Баренту |
| Показник                | Січ.           | Лют.           | Бер.           | Квіт.          | Трав.          | Черв.          | Лип.           | Серп.          | Вер.           | Жовт.          | Лист.          | Груд.          | Рік            |
| Середня температура, °C | 21,8           | 22,8           | 25,1           | 27             | 28,2           | 28             | 26,2           | 25,7           | 26             | 26             | 24,4           | 22,5           | 25,3           |
| Норма опадів, мм        | 0.3            | 0.7            | 1.2            | 6.1            | 20             | 44.1           | 124.4          | 126.7          | 46.1           | 10.8           | 4.9            | 0.2            | 385.5          |
| Днів з опадами          | 1,3            | 1,1            | 1,2            | 2              | 3,7            | 5,4            | 7,9            | 8,8            | 5,3            | 2,5            | 1,2            | 1,1            | 41,5           |
| Вологість повітря, %    | 52.5           | 47.6           | 43.5           | 41.4           | 42.5           | 45.4           | 61.4           | 65.6           | 57.7           | 53.6           | 52.4           | 54.1           | 51.5           |
| ----------------------- | -------------- | -------------- | -------------- | -------------- | -------------- | -------------- | -------------- | -------------- | -------------- | -------------- | -------------- | -------------- | -------------- |
| Джерело: Weatherbase    |                |                |                |                |                |                |                |                |                |                |                |                |                |

## Економіка
Баренту є одним із міст Еритреї, які швидко розвиваються.
Баренту був центром гірничої справи та сільського господарства. Під час Війни за незалежність було завдано значних руйнувань, але згодом місто відновилося.